# Blanca de Borbó
Blanca de Borbó (Vincennes, 1339 - Medina-Sidonia, Càdis 1361), noble francesa i reina consort de Castella i Lleó (1353-1361).

## Orígens familiars
Emparentada amb la monarquia francesa, Blanca va ser filla de Pere I de Borbó, duc de Borbó i besnet de Lluís IX de França, i d'Isabel de Valois, neta de Felip III de França.

## Núpcies
El 3 de juliol de 1353 es casà a la catedral de Valladolid amb el rei Pere I de Castella, per propiciar una aliança entre el Regne de Castella i el Regne de França. D'aquesta unió no tingueren fills, però el rei Pere no dubtà en casar-se, tot i que Blanca era viva, novament dues vegades més.
En negar-se Joan II de França a pagar el dot de matrimoni, Pere I la va tancar a la torre del castell episcopal de Sigüenza entre el 1355 i 1359 i posteriorment a Jerez de la Frontera. Menstrestant el rei Pere estava al castell d'Ureña a Valladolid amb la seva amant, Maria de Padilla.
Va refugiar-se a Toledo, que va posar-se al seu costat el 1354, però l'any següent Pere va entrar a la ciutat i va tornar a recloure-la fins a la mort de la reina. Va morir enverinada per unes herbes, segurament per ordre del rei, a Medina Sidònia el 1361. El seu cos fou sepultat en el Monestir de "San Francisco" de Jerez de la Frontera el juliol de 1361.

## Literatura
El 1829 el dramaturg espanyol Antonio Gil de Zárate va escriure una obra dedicada a Blanca de Borbó, la qual li costà molt d'estrenar a causa de la censura.